# Rochdale Society of Equitable Pioneers

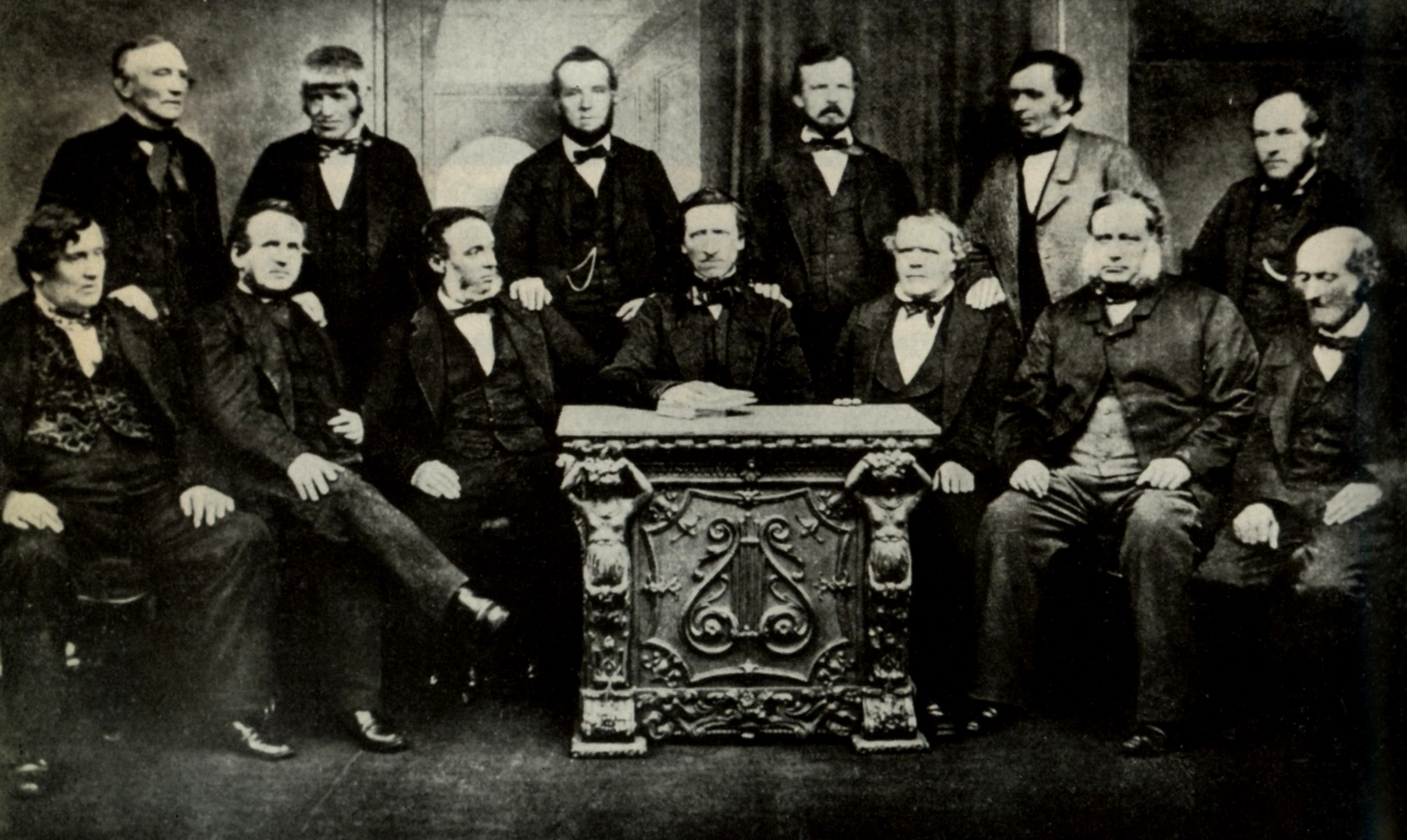
Die ehrbaren Pioniere von Rochdale

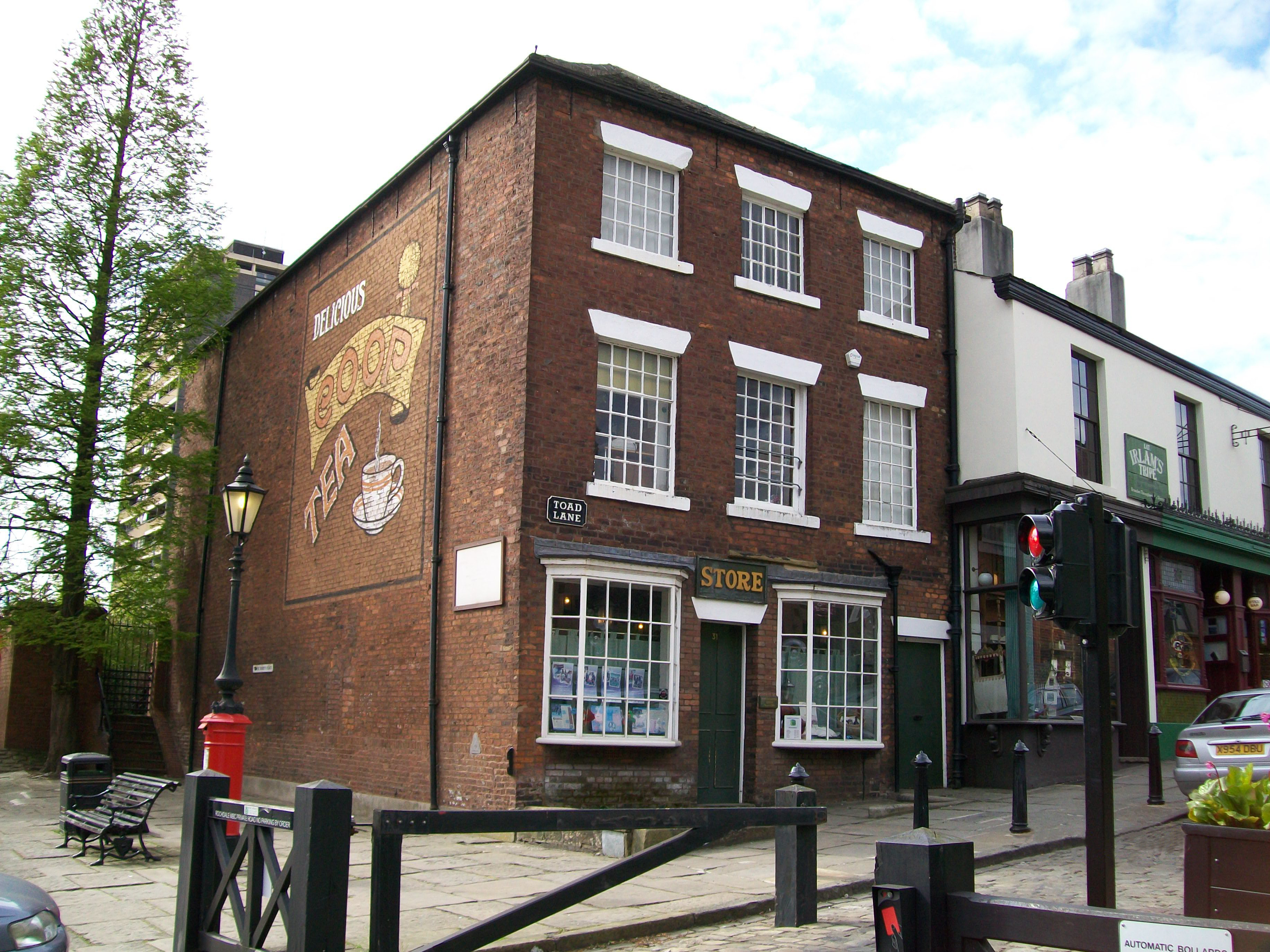
Der ursprüngliche Toad Lane Laden - heute Rochdale Pioneers Museum

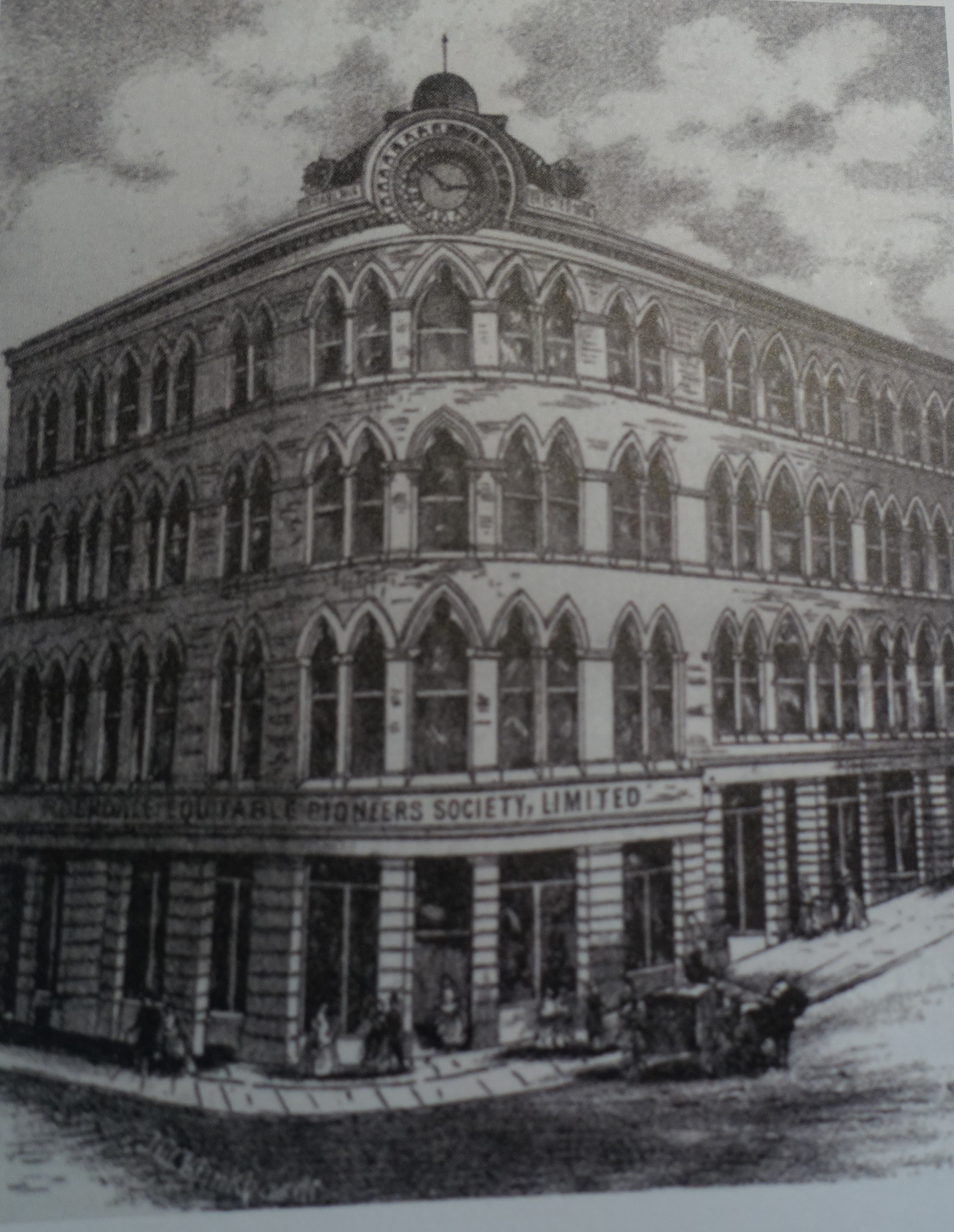
Zentrallager der redlichen Pioniere von Rochdale erbaut 1866

Die Rochdale Society of Equitable Pioneers (englisch für die Gesellschaft der redlichen Pioniere von Rochdale) war eine Konsumgenossenschaft und eine Spargenossenschaft, die im Dezember 1844 von 28 Webern aus Rochdale gegründet wurde.

## Die Entwicklung der Bewegung
Sie geht auf den englischen Frühsozialisten und Unternehmer Robert Owen zurück, der schon in seiner schottischen Mustersiedlung New Lanark u. a. einen Konsumladen gründete, um die Bewohner mit günstigen und guten Lebensmitteln zu versorgen. Owen setzte sich für die Schaffung von Produktiv- und Konsumgenossenschaften ein, um die elende Lage der Arbeiter in der Frühzeit der Industrialisierung zu verbessern. Von ihm stammt auch die heutige Definition einer Genossenschaft als „Vereinigung einer besonderen Art, die sich mehr auf Personen als auf Kapital stützt, nicht nur ein finanzielles, sondern auch ein moralisches Ziel hat“.
Owen hoffte, dass die Arbeiter mit Genossenschaften, also mit selbst organisierten Produktionsstätten und Läden ihrer damals deutlich hervortretende Ausbeutung durch die Kapitalbesitzer eine Alternative entgegensetzen könnten. Er forderte sie auf: „Ihr müsst eure eigenen Kaufleute, eure eigenen Fabrikanten werden, damit ihr euch selbst mit Waren bester Qualität und niedrigstem Preis versorgen könnt“.
In der sog. „enthusiastischen Phase“ der Genossenschaftsbewegung, die diesen Anregungen folgte, entstanden mehrere genossenschaftliche Läden, es folgte eine „sozialistische Phase“, in deren Tradition auch die Pioniere von Rochdale standen. Diese Bewegung entstand aus einem Streik der Flanellweber, die mit ihrer neu gegründeten Genossenschaft ihre wirtschaftliche Unabhängigkeit angesichts der Streikfolgen stärken wollten. Es ging ihnen dabei nicht nur um eine Verbilligung der Lebensmittel, sondern auch um die Verbreitung und Stärkung der Genossenschaftsidee, die auf die ganze Gesellschaft angewendet werden solle. Allerdings gehörte der Grundsatz der politischen und religiösen Neutralität (Rochdale-Neutralität) zu den von der neuen Kooperative gepflegten Prinzipien.
Im Laufe der Zeit setzte sich in der englischen Genossenschaftsbewegung immer mehr die liberale und bürgerliche Ausrichtung durch, die das Neutralitätsprinzip hervorhob vor allem in der Ausschüttung von Dividenden bestand. Die englische Genossenschaftsbewegung konnte anders als in anderen Ländern eine Spaltung in einen liberalen und einen sozialistischen Flügel vermeiden, sie entwickelte sich bis 1914 zu einer Massenorganisation mit mehreren Milliarden Pfund Umsatz und mehreren Millionen Mitgliedern.

## Rochdaler Grundsätze
Eine genossenschaftliche Prinzipienerklärung gab es nicht in Rochdale. Was unter Rochdaler Grundsätzen zu verstehen ist, war fast ein Jahrhundert nicht eindeutig klar gesagt worden. Erwin Hasselmann nennt unter Bezug auf George Jacob Holyoake und seiner 1878 erschienenen Geschichte die dort unsystematisch aufgeführten folgenden Grundsätze:
- Grundsatz der Warenreinheit - Einkauf und Abgabe nur von unverfälschter Ware
- Barzahlung
- Verteilung des Überschusses nach Maßgabe des Einkaufs in der Genossenschaft (Rückvergütungsprinzip)
- Begrenzung der Kapitalverzinsung
- Grundsatz der Ansammlung von Überschüssen, Verbindung von Spar- und Konsumgenossenschaft
- Förderung des Bildungsstrebens
- Demokratische Verwaltung - ein Mann, eine Stimme

Seit 1937 verstand man etwas ganz bestimmtes unter dem Begriff Rochdaler Grundsätze oder Rochdaler Prinzipien, insbesondere im Bereich der Konsumgenossenschaftsbewegung. Seit dem Kongress des Internationalen Genossenschaftsbundes (IGB) 1937 in Paris meinte man im Allgemeinen folgende sieben Grundsätze:
- Offene Mitgliedschaft - Freiwilligkeit und offene Tür
- Demokratische Wahl, (Eine Stimme je Mitglied)
- Rückvergütung nach Maßgabe der Einkaufssumme
- Begrenzte Kapitalverzinsung
- Politische und religiöse Neutralität
- Barzahlung
- Förderung der Bildung[3]

Diese Genossenschaftsprinzipien wurden vom IGB 1966 und 1995 modifiziert.